# Странский, Адольф
Адольф Странский (чеш. Adolf Stránský; 1855—1931) — чешский публицист и политический деятель.

## Биография
Адольф Странский родился 8 апреля 1855 года в Хабри в еврейской семье. Окончил Карлов университет в Праге.
С 1886 года А. Странский занимался адвокатурой в Брюнне; основал там газеты «Morawske listy», a позднее «Lidove listy», ведя в ряде ежедневных органов энергичную борьбу в защиту идеи самостоятельности Чехии. 
В 1895 году он был избран в рейхсрат, где стал в парламенте одним из лидеров младочешской партии и руководил крайним левым её крылом, будучи сторонником так называемого исторического государственного права Чехии. 
Странский состоял также членом моравского ландтага.
С 14 ноября 1918 года по 8 июля 1919 года Странский занимал пост министра торговли в первом чехословацком правительстве (Карела Крамаржа) после провозглашения государства.
Адольф Странский умер 18 декабря 1931 года в городе Брно.